# Лилль-4 (кантон)
Лилль-4 (фр. Lille-4) — кантон во Франции, находится в регионе О-де-Франс, департамент Нор.
Кантон образован в результате реформы 2015 года на основе упраздненного кантона Лилль-Сюд-Эст.

## Состав кантона
В состав кантона входят коммуны (население по данным Национального института статистики за 2017 г.):
- Лезенн (3 104 чел.)
- Лилль (южные кварталы) (47 199 чел.)
- Роншен (19 220 чел.)

## Политика
На президентских выборах 2022 г. жители кантона отдали в 1-м туре Жану-Люку Меланшону 36,9 % голосов против 26,1 % у Эмманюэля Макрона и 14,7 % у Марин Ле Пен; во 2-м туре в кантоне победил Макрон, получивший 72,6 % голосов. (2017 год. 1 тур: Жан-Люк Меланшон – 28,2 %, Эмманюэль Макрон – 24,2 %, Марин Ле Пен – 16,9 %, Франсуа Фийон – 13,8 %; 2 тур: Макрон – 74,5 %. 2012 год. 1 тур:  Франсуа Олланд — 33,6 %, Николя Саркози — 21,2 %, Марин Ле Пен — 15,7 %; 2 тур: Олланд — 60,5 %).
С 2021 года кантон в Совете департамента Нор представляют член городского совета Лилля Стефани Боке (Stéphanie Bocquet) (Европа Экология Зелёные) и инспектор общественных финансов Лоран Перен (Laurent Périn) (Разные левые).
|                | Кандидаты                          | Партия                   | Первый тур | Первый тур     | Второй тур | Второй тур |
| Кол-во голосов | Кандидаты                          | Партия                   | % голосов  | Кол-во голосов | % голосов  |            |
| -------------- | ---------------------------------- | ------------------------ | ---------- | -------------- | ---------- | ---------- |
|                | Стефани Боке Лоран Перен           | Левый блок – Зелёные     | 3 130      | 27,05          | 5 481      | 54,31      |
|                | Жереми Кадар Эстель Род            | Социалистическая партия  | 2 619      | 22,63          | 4 611      | 45,69      |
|                | Кристиан Жовнен Натали Пинуа       | Национальное объединение | 1 578      | 13,64          |            |            |
|                | Марилин Гольбер Ги-Ноэль Сейер     | Правый блок              | 1 523      | 13,16          |            |            |
|                | Калид Буанани Ингрид Брюлан-Фортен | Вперёд, Республика!      | 1 500      | 12,96          |            |            |
|                | Фанни Жуан Жан-Франсуа Пил         | Непокорённая Франция     | 1 223      | 10,57          |            |            |

|                | Кандидаты                     | Партия                  | Первый тур | Первый тур     | Второй тур | Второй тур |
| Кол-во голосов | Кандидаты                     | Партия                  | % голосов  | Кол-во голосов | % голосов  |            |
| -------------- | ----------------------------- | ----------------------- | ---------- | -------------- | ---------- | ---------- |
|                | Марк Годфруа Мартин Фийёль    | Социалистическая партия | 5 427      | 35,43          | 9 770      | 69,59      |
|                | Мари Демазьер Эрик Дийи       | Национальный фронт      | 3 562      | 23,25          | 4 270      | 30,41      |
|                | Фредерик Леруа Мари-Клод Жюэн | Правый блок             | 3 433      | 22,41          |            |            |
|                | Стефани Боке Себастьян Полвеш | Разные левые            | 2 897      | 18,91          |            |            |